# Burg Lenzenburg
Die Lenzenburg war eine frühe Burg des Deutschen Ordens in Ostpreußen.

## Geschichte
Die Prußen hatten auf dem Steilufer der Haffküste westlich des heutigen Ortes Uschakowo (deutsch Brandenburg) eine  Burg angelegt. Der Ort war auf dem 30 m hohen Ufer zwischen einer kleinen und großen Schlucht auf drei Seiten natürlich geschützt. Nach Süden und Südwesten hatte die Burg eine Holz-Erde-Befestigung und einen breiten und tiefen Graben. 
In einem Vertrag vom 1. März 1246 wird sie als castrum Lemptenburc erwähnt. Laut diese Vertrag sollte das Land zwischen der Burg, dem Haff, der Pregelmündung und der natangischen Grenze den Lübeckern zugesprochen werden. Die Ordensritter bauten die Burg nach der Eroberung für ihre Zwecke aus. Im Jahr 1251 wird ein Priester Radolf von Lemmetenberg genannt. Später war die Burg Amtssitz des Vogts von Natangen und Warmien. Während des Zweiten Prußenaufstands 1360 verbrannt, wurde die Burg nach Gründung der Ordensburg Brandenburg 1266 aufgegeben.
Die Chronisten und Jeroschin, auch der Mönch Simon Grunau berichten von einem Mordanschlag auf den Ordensvogt Volrad Wunderlich. Die Ruinen verfielen, lebten aber in örtlichen Sagen weiter. Der Name Lanskenberghaken für das Steilufer westlich Rabdnebuh
Im 19. Jahrhundert gehörte der Burgplatz zur Posthalterei Brandenburg, später der einer Schäferei Korschennruh. Beim Bau der Straße nach Berlin soll „ein versunkenes Steinpflaster“ entdeckt worden sein. Der Burgwall soll damals noch viereinhalb Meter hoch gewesen sein. Gut Korschenruh wurde in den 1920er Jahren bekannt, als  hier ein Segelfliegerlager einrichtet wurden, um die Aufwinde am Haff zu nutzen.